# 付費牆
付費牆（英語：paywall）是以訪問限制來要求月讀者订阅付費的手段。此種方法以新聞為盛。多數媒體的付费紙本读者和广告收入，多年来一直在下降。再加上广告屏蔽器作用下，有报纸為了增加收入，而在自2010年代中期於网站上实施付費牆。在學術界，阅读学术论文通常要收费，并且要透過订阅的学术图书馆获得。
付費牆也可用來吸引讀者訂閱紙本媒體。比方說，有報紙會提供線上內容和周日印刷版的遞送服務，價格比純線上內容更低。包括《波士頓環球報》、《紐約時報》等媒體透過這個策略，來同時增加線上線下的收入。

## 歷史
1996年，《華爾街日報》首先設立硬式付费牆。截至2007中期，其大約有一百萬名線上閱讀者；2008年3月，這個數字成長到1,500萬。
《泰晤士报》隨後效法《華爾街日報》，在2010年導入硬式付费牆。這項決定隨後引發爭議：因為與《華爾街日報》相比，《泰晤士报》為綜合新聞網站。也有人認為用戶不可能為了新聞付費，而是在其他地方尋找免費資訊。導入付費牆後，該報的付費閱讀者增長到105,000名？
與此對比，《卫报》拒絕導入付费牆，理由為「信仰開放網路」與「關切社群」。後續研究指出被《泰晤士报》付費牆擋住的閱讀者大都流向《卫报》而去。《卫报》之後開始嘗試諸如open API等各種增加收入的舉措。以《紐約時報》為首的其他報紙則在要不要實行或撤消付費牆的之間搖擺不定。
事實上，也有︁付費牆導入失敗、最終移除的個案。怀疑付費牆模型的专家包括阿里安娜·赫芬頓，他在2009年的《卫报》上宣称「付費牆已成为历史」。维基百科的联合创始人吉米·威尔士在2010年将《泰晤士报》的付費牆称为「愚蠢的实验」。有人認為，由於網路新聞相對較新穎，因此實驗是維持收入、並讓網路新聞閱讀者滿意的關鍵。Aaron Chimbel認為網路的免費內容多得是，潛在的訂閱者見到付費牆的話，只會轉向免費來源。早期實施付費牆的不利影響包括流向下跌、SEO不佳等 。
付費牆至今仍為爭議焦點。評論各方在付費牆在媒體收入與整體環境影響方面僵持不下。付費牆批評者包含許多從商者、傳媒學者、資深記者、媒體分析家等，實例有Jay Rosen、Howard Owens、GigaOm的Matthew Ingram等。支持者則有沃伦·巴菲特、《華爾街日報》前出版者Gordon Crovitz、媒體大亨鲁珀特·默多克等。甚至有人中途改變對付費牆的看法。路透社的菲利克斯·薩蒙（Felix Salmon）最初明顯質疑付費牆的效用，但後來表示其可能有所成效。紐約大學媒體理論家克萊·舍基（Clay Shirky）最初對付費牆抱持懷疑，但在2012年5月認為報紙要「像《紐約時報》那樣實施數位訂閱服務，向最忠實的讀者獲取收入。」

## 类型
付费墙模型有三种：「硬式付费牆」没有免费内容，而是提示用户付费以阅读，收听或观看内容；「软式付费牆」允许读者使用某些免费内容，例如摘要；「計量式付費牆」允许读者在特定时间段内访问一定数量的免费文章，从而使用户无需订阅即可查看，具有更大的灵活性。

### 組合
「更软」的付費牆策略包括允许免费访问选定内容，同时将付费内容保留在付费牆之後。

## 反應

### 行業
专业人士对收费墙的反应参差不齐。关于付費墙的大多数讨论都围绕其作为企业的成败。

### 讀者
关于讀者对付费牆的反应已有研究。由加拿大媒体研究协会完成的一项名为「加拿大消费者不愿为在线新闻付费」的研究直接确定了加拿大对付费墙的反应。该研究对1,700名加拿大人进行了调查，发现92％的在线阅读新闻的参与者宁愿找到免费的替代方案，也不愿为自己喜欢的网站付费（相比于82％的美国人）。另有81％的人表示，他们绝对不会为他们首选的在线新闻网站付费。

## 倫理影響

### 網路公共領域的衰落
美國有研究發現，由於高品質內容被擋在付費牆之外，導致在美國，支持美國保守主義、陰謀論、假新聞網站等無付費牆的免費資訊影響力大增。

## 应对策略
使页面在禁用Javascript的情况下显示，例如使用archive.is存档页面不含JavaScript的版本或安装NoScript扩展以屏蔽JavaScript可以绕过一些在线付费墙。
也可以使用网络浏览器中的「私密瀏覽模式」（private browsing mode）绕过某些在线付费牆。

## 关连条目
- 内容控制软件
- 数字版权管理
- 免費增值
- 开放获取
- Pay what you want
- Sci-Hub

## 延伸閱讀
- Ananny, Mike; Bighash, Leila. . International Journal of Communication. 2016, 10: 3359–3380  [2020-06-17]. （原始内容存档于2020-12-06）.
- Arrese, Ángel.  (PDF). Journalism Studies. 2015, 17 (8): 1051–1067  [2020-06-17]. doi:10.1080/1461670X.2015.1027788. （原始内容存档 (PDF)于2020-11-27）.
- Myllylahti, Merja. . Digital Journalism. 2013, 2 (2): 179–194. doi:10.1080/21670811.2013.813214.
- Socolow, Michael J. . Journalism. 2010, 11 (6): 675–691. doi:10.1177/1464884910379707.